# HD 181907
HD 181907，又名BD-00 3725，SAO 143324、HR 7349，是一颗恒星，视星等为5.83，位于銀經36.25，銀緯-6.99，其B1900.0坐标为赤經19h 17m 13s，赤緯-0° -6.99′ 30″。